# بولکینگ
بولکینگ (به انگلیسی: Baulking) یک روستا و محله مدنی در بریتانیا است که در ویل آو وایت هرس واقع شده‌است. بولکینگ ۶٫۳۸ کیلومتر مربع مساحت و ۱۰۷ نفر جمعیت دارد.